# Aphis axyriradicis
Aphis axyriradicis är en insektsart som beskrevs av Pashtshenko 1993. Aphis axyriradicis ingår i släktet Aphis och familjen långrörsbladlöss. Inga underarter finns listade i Catalogue of Life.